# 3738 Ots
A 3738 Ots (ideiglenes jelöléssel 1977 QA1) a Naprendszer kisbolygóövében található aszteroida. Nyikolaj Sztyepanovics Csernih fedezte fel 1977. augusztus 19-én.